# جانوس برينر
جانوس برينر (بالمجرية: Brenner János)‏ هو راهب مجري، ولد في 27 ديسمبر 1931 في زومباثلي في المجر، وتوفي في 15 ديسمبر 1957 في سنكوتارد ‏ في المجر بسبب جرح طعني.